# Batnoga
Batnoga je vesnice v opčině Cetingrad v Karlovacké župě v Chorvatsku.
V osmdesátých letech 20. století zde společnost Agrokomerc z Velike Kladuši (Bosna a Hercegovina) postavila drůbežárnu pro chov kuřat. Během chorvatské války za nezávislost však byla zničena. V roce 1994 sloužila vesnice jako uprchlický tábor pro uprchlíky ze západní Bosny. Hlavním zdrojem příjmu pro zdejší obyvatele je chov skotu, koz a ovcí a s tím spojená produkce mléka.